# Glitch Mode
Glitch Mode – drugi album studyjny NCT Dream – podgrupy południowokoreańskiego boysbandu NCT. Ukazał się 28 marca 2022 roku, był dystrybuowany przez wytwórnię SM Entertainment. Płytę promował singel „Glitch Mode”.
Repackage albumu, zatytułowany Beatbox, ukazał się 30 maja 2022 roku. Zawierał cztery nowe utwory, w tym główny singel „Beatbox”.

## Lista utworów

### Glitch Mode
| CD  | CD                                                | CD                                               | CD | CD                                   | CD      |
| Nr  | Tytuł utworu                                      | Tekst                                            | Kompozycja | Aranżacja                            | Długość |
| --- | ------------------------------------------------- | ------------------------------------------------ | --- | ------------------------------------ | ------- |
| 1.  | „Fire Alarm” (kor. 파이어 알람)                   | Lee Seu-ran, Rick Bridges (X&)                   | Bleu, Brooke Tomlinson, Jesse St. John, Rick Bridges (X&)                                                        | Bleu                                 | 3:12    |
| 2.  | „Glitch Mode” (kor. 버퍼링)                       | Yoo Jae-eun, Mark                                | Benjamin 55, Alony 55, Sam SZND                                                                                  | Benjamin 55, Alony 55                | 3:27    |
| 3.  | „Arcade”                                          | Jung Ha-ri (Joombas)                             | Alexander Karlsson (JeL), Alexej Viktorovitch (JeL), Dwayne "Dem Jointz" Abernathy Jr., Harold "Alawn" Philippon | JeL, Dem Jointz                      | 3:27    |
| 4.  | „It's Yours” (kor. 너를 위한 단어)                | Lee Jae-ni (Joombas), Mark, Jeno, Jaemin, Jisung | HighSquad | HighSquad                            | 3:44    |
| 5.  | „Teddy Bear” (kor. 잘 자)                         | Im Jung-hyo, Mark                                | Kwon Deok-geun, Bikkyu, Xiso, Senji                                                                              | Kwon Deok-geun                       | 4:02    |
| 6.  | „Replay” (kor. 내일 봐)                           | Hwang Yu-bin, Mark, Jeno, Jisung                 | Ludwig Lindell (Caesar & Loui), Gregory G Curtis II                                                              | Ludwig Lindell (Caesar & Loui)       | 3:34    |
| 7.  | „Saturday Drip” (wyk. Mark, Jeno, Jaemin, Jisung) | Rick Bridges (X&)                                | samUIL (Decade +), Rick Bridges (X&)                                                                             | samUIL (Decade +)                    | 3:00    |
| 8.  | „Better Than Gold” (kor. 지금)                    | Jang Yoon-mi, Yoo Eun-mi                         | Ryan S. Jhun, Scott Russell Stoddart                                                                             | Ryan S. Jhun, Scott Russell Stoddart | 3:20    |
| 9.  | „Drive” (kor. 미니카)                             | Jo Yoon-kyung                                    | Noak Hellsing, Robert Habolin, Markus Sepehrmanesh                                                               | Robert Habolin                       | 3:18    |
| 10. | „Never Goodbye” (kor. 북극성)                     | Hwang Yu-bin, Mark, Jeno, Jaemin, Jisung         | Zayson, Kim Ji-hoo                                                                                               | Zayson, Kim Ji-hoo                   | 3:32    |
| 11. | „Rewind”                                          | minGtion, Junny                                  | minGtion, Junny                                                                                                  | minGtion                             | 3:04    |

### Beatbox
| CD  | CD                                                | CD                                               | CD | CD                                                         | CD      |
| Nr  | Tytuł utworu                                      | Tekst                                            | Kompozycja | Aranżacja                                                  | Długość |
| --- | ------------------------------------------------- | ------------------------------------------------ | --- | ---------------------------------------------------------- | ------- |
| 1.  | „Beatbox” (kor. 비트박스)                         | Jeong Ha-ri (Joombas)                            | Brice Fox, Emily Kim, Jurek Reunamaki, Michael Jade                                                              | Brice Fox, Emily Kim, IMLAY, Jurek Reunamaki, Michael Jade | 3:25    |
| 2.  | „Fire Alarm” (kor. 파이어 알람)                   | Lee Seu-ran, Rick Bridges (X&)                   | Bleu, Brooke Tomlinson, Jesse St. John, Rick Bridges (X&)                                                        | Bleu                                                       | 3:12    |
| 3.  | „Glitch Mode” (kor. 버퍼링)                       | Yoo Jae-eun, Mark                                | Benjamin 55, Alony 55, Sam SZND                                                                                  | Benjamin 55, Alony 55                                      | 3:27    |
| 4.  | „Arcade”                                          | Jung Ha-ri (Joombas)                             | Alexander Karlsson (JeL), Alexej Viktorovitch (JeL), Dwayne "Dem Jointz" Abernathy Jr., Harold "Alawn" Philippon | JeL, Dem Jointz                                            | 3:27    |
| 5.  | „To My First” (kor. 마지막 인사)                  | Na Do-yeon                                       | Aston Merrygold, Greg Bonnick, Hayden Chapman, Karen Poole                                                       | LDN Noise                                                  | 3:03    |
| 6.  | „It's Yours” (kor. 너를 위한 단어)                | Lee Jae-ni (Joombas), Mark, Jeno, Jaemin, Jisung | HighSquad | HighSquad                                                  | 3:44    |
| 7.  | „Teddy Bear” (kor. 잘 자)                         | Im Jung-hyo, Mark                                | Kwon Deok-geun, Bikkyu, Xiso, Senji                                                                              | Kwon Deok-geun                                             | 4:02    |
| 8.  | „Sorry, Heart” (wyk. Renjun, Haechan, Chenle)     | Kenzie                                           | Kenzie, Matthew Tishler                                                                                          | Kenzie, Matthew Tishler                                    | 3:33    |
| 9.  | „Replay” (kor. 내일 봐)                           | Hwang Yu-bin, Mark, Jeno, Jisung                 | Ludwig Lindell (Caesar & Loui), Gregory G Curtis II                                                              | Ludwig Lindell (Caesar & Loui)                             | 3:34    |
| 10. | „Saturday Drip” (wyk. Mark, Jeno, Jaemin, Jisung) | Rick Bridges (X&)                                | samUIL (Decade +), Rick Bridges (X&)                                                                             | samUIL (Decade +)                                          | 3:00    |
| 11. | „Better Than Gold” (kor. 지금)                    | Jang Yoon-mi, Yoo Eun-mi                         | Ryan S. Jhun, Scott Russell Stoddart                                                                             | Ryan S. Jhun, Scott Russell Stoddart                       | 3:20    |
| 12. | „Drive” (kor. 미니카)                             | Jo Yoon-kyung                                    | Noak Hellsing, Robert Habolin, Markus Sepehrmanesh                                                               | Robert Habolin                                             | 3:18    |
| 13. | „Never Goodbye” (kor. 북극성)                     | Hwang Yu-bin, Mark, Jeno, Jaemin, Jisung         | Zayson, Kim Ji-hoo                                                                                               | Zayson, Kim Ji-hoo                                         | 3:32    |
| 14. | „Rewind”                                          | minGtion, Junny                                  | minGtion, Junny                                                                                                  | minGtion                                                   | 3:04    |
| 15. | „On the way” (kor. 별 밤)                         | Fipi, Znee                                       | David Arkwright, Russell Henson, Tom Peyton                                                                      | David Arkwright, Russell Henson, Tom Peyton                | 3:29    |

## Notowania
| Lista                                    | Pozycja     | Pozycja |
| Lista                                    | Glitch Mode | Beatbox |
| ---------------------------------------- | ----------- | ------- |
| Circle Album Chart                       | 1           | 1       |
| Belgian Albums (Ultratop Flanders)       | 64          | –       |
| Belgian Albums (Ultratop Wallonia)       | 162         | –       |
| Croatian International Albums (HDU)      | 29          |         |
| Finnish Albums (Suomen virallinen lista) | 18          | –       |
| Hungarian Albums (MAHASZ)                | 19          | –       |
| Oricon Weekly Album Chart (Japonia)      | 2           | –       |
| Billboard Japan Hot Albums               | 2           | 2       |
| Polish Albums (ZPAV)                     | 47          | 31      |
| US Billboard 200                         | 50          | –       |
| World Albums (Billboard)                 | 2           | 8       |

## Sprzedaż

### Glitch Mode
| Kraj             | Sprzedaż  |
| ---------------- | --------- |
| Korea Południowa | 2 104 123 |
| Japonia          | 119 031+  |
| USA              | 15 000    |

### Beatbox
| Kraj             | Sprzedaż   |
| ---------------- | ---------- |
| Korea Południowa | 1 382 802+ |